# シロシタヨトウ
シロシタヨトウ（白下夜盗、Sarcopolia illoba、英：Mulberry caterpillar）は、チョウ目ヤガ科ヨトウガ亜科の昆虫。幼虫は、近縁種のヨトウガなどとともにヨトウムシ（夜盗虫）類とよばれる。幼虫は極めて多食性で、様々な植物を食害する重要害虫である。老齢の幼虫は、日中は土中や株の地際に潜み、夜間に地上部に出てきて食害する。九州以北の日本各地、朝鮮半島、中国、ロシア東部、インド北部に分布する。

## 形態
成虫は、前翅の色は赤紫褐色で不明瞭な斑紋があり、後翅は周囲が濃い灰白色。前翅長は約18～20mm。
幼虫は、刺毛はなく表面は平滑で体長は45mm前後。体色は、黄緑色だが、終齢幼虫になると、頭部は橙褐色で、胴部は黄褐色または緑色となる。気門に沿った黄白色の太い線があるのが特徴的である。

## 生態
一般に年に2回発生、地域によっては3回発生する。蛹で越冬し、4月下旬から羽化、すぐに交尾、産卵する。卵は夜間に、数十～数百個の塊で葉の裏に産み付けられる。産卵は、高温少雨の場合に活発になる。孵化した幼虫は葉裏に群生して食害し、食害を受けた葉は表皮のみが残る。3齢頃になると個体ごとに分散し、日中は土中や株の地際に潜み、夜間に活動する。6月下旬に幼虫は6齢まで生育し、葉に穴を開けながら暴食する。この齢の幼虫の食害が90%程度を占める。その後、地中にもぐって蛹化、夏眠する。ただし、冷涼な地域では、断続的に幼虫が発生する。9月～10月に羽化し、10月～11月に幼虫が発生する。その後、地中で蛹化、越冬する。